# National Music Publishers' Association
La National Music Publishers' Association (NMPA) è un'associazione associata all'industria musicale statunitense. Fondata nel 1917, la NMPA rappresenta i produttori e i cantautori musicali statunitensi allo scopo di proteggere e promuovere i loro interessi in questioni relative alla protezione nazionale e globale dei diritti d'autore musicali.
L'NMPA ha avviato azioni legali contro numerose organizzazioni, fra cui Amway YouTube, Kazaa, LimeWire, FullScreen e Napster.

## Storia

### Prima metà del XX secolo
La NMPA è stata fondata nel 1917 come Music Publishers' Protective Association, cercando di porre fine alla pratica dei produttori che dovevano spesso pagare per promuovere la propria musica. La payola aveva infatti raggiunto i 400.000 dollari. La fondazione ha avviato le proprie attività il 7 maggio 1917.
Nel 1927, la NMPA fondò la Harry Fox Agency, una società volta a raccogliere una lista dei diritti musicali.

### Seconda metà del XX secolo
Nel 1966 il nome dell'associazione fu cambiato in National Music Publishers Association. La NMPA esercita pressioni sui legislatori e sui regolatori federali per conto delle etichette discografiche e ha elaborato linee guida per il Copyright Act del 1976.

### XXI secolo
Nel settembre 2001, la NMPA ha raggiunto un accordo con la Napster, trasformando l'azienda in un servizio a pagamento con le etichette che concedevano in licenza la musica agli utenti. La NMPA ha vinto una sentenza contro il servizio di archiviazione peer-to-peer StreamCast Networks nel settembre 2006. Nel 2007, la NMPA ha aderito a una causa contro YouTube per la distribuzione di video generati dagli utenti contenenti musica coperta da copyright. La causa è stata ritirata quattro anni dopo.
La NMPA è stata responsabile della messa offline di molti siti web coinvolti nella distribuzione di musica. Il presidente della NMPA, David Israelite, ha affermato che "l'uso non autorizzato di testi e basi musicali priva il cantautore originario della capacità di guadagnarsi da vivere e non è diverso dal rubare". L'NMPA ha anche spinto per l'aumento dei guadagni per i download legali di musica nel 2008.
Nel 2010, la NMPA ha rappresentato EMI, Sony/ATV Music Publishing, Universal Music Group e Warner Music Group in una causa legale contro LimeWire. La causa richiedeva un risarcimento di 150.000 dollari per ogni canzone distribuita.
La NMPA è un membro dell'International Intellectual Property Alliance, un'alleanza commerciale che, tra l'altro, pubblica lo Special 301 Report, un controverso elenco di paesi in cui i diritti d'autore sono oggetto di continue violazioni.
Nel 2015, la NMPA ha venduto l'agenzia Harry Fox a SESAC.
Nel dicembre 2016, la NMPA ha annunciato di aver raggiunto un accordo con YouTube per consentire la distribuzione dei diritti d'autore per le opere musicali utilizzate nei video su YouTube di cui la proprietà era precedentemente sconosciuta.